# Live in London (dvd van Judas Priest)
Live in London is een live-dvd van de Britse heavymetalband Judas Priest, opgenomen in de Brixton Academy (Londen) en uitgebracht in september 2002 door SPV. De dvd bevat beeldmateriaal opgenomen achter de schermen en interviews.

## Nummers
1. "Metal Gods"
2. "Touch Of Evil"
3. "Blood Stained"
4. "Victim Of Changes"
5. "One On One"
6. "Running Wild"
7. "The Ripper"
8. "Diamonds And Rust"
9. "Feed On Me"
10. "Burn In Hell"
11. "Hell Is Home"
12. "Breaking The Law"
13. "Desert Plains"
14. "Turbo Lover"
15. "Painkiller"
16. "Electric Eye"
17. "United"
18. "Living After Midnight"
19. "Hell Bent For Leather"

## Bezetting
- Tim "Ripper" Owens - zanger
- K.K. Downing - gitaar
- Glenn Tipton - gitaar
- Ian Hill - bass
- Scott Travis - drums